# Straight Outta Ca$hville
Albums de Young Buck
Born to Be a Thug
(2002) T.I.P.
(2005)
Singles
1. Let Me In
Sortie : 2 juillet 2004
2. Shorty Wanna Ride
Sortie : 26 août 2004
3. Stomp
Sortie : 20 novembre 2004

Straight Outta Ca$hville est le premier album studio de Young Buck, sorti le 24 août 2004.
L'album s'est classé 2e au Top R&B/Hip-Hop Albums et 3e au Billboard 200 et a été certifié disque de platine par la Recording Industry Association of America (RIAA) le 26 janvier 2005.
Le titre est une référence à l'album de N.W.A., Straight Outta Compton, Ca$hville représentant Nashville, la ville de naissance de Young Buck.

## Liste des titres
| No  | Titre                                                                              | Auteur                                                                                      | Contient un (des) sample(s) de                                                                       | Durée |
| --- | ---------------------------------------------------------------------------------- | ------------------------------------------------------------------------------------------- | --- | ----- |
| 1.  | I'm a Soldier (featuring 50 Cent – Produit par Dre & Vidal et Felony)              | D. Brown, A. Harris, V. Davis, C. Jackson, D. McKinnis                                      | | 3:34  |
| 2.  | Do It Like Me (Produit par Sha Money XL et Chad Beatz)                             | Brown, C. Burnette, D. Prosper, M. Clervoix                                                 | | 3:51  |
| 3.  | Let Me In (featuring 50 Cent – Produit par Needlz)                                 | Brown, C. Jackson, K. Cain                                                                  | | 3:44  |
| 4.  | Look at Me Now (featuring Mr. Porter – Produit par Mr. Porter)                     | Brown, D. Porter                                                                            | | 4:26  |
| 5.  | Welcome to the South (featuring David Banner et Lil' Flip – Produit par Red Spyda) | Brown, A. Thelusma, L. Crump, W. Weston                                                     | | 3:50  |
| 6.  | Prices on My Head (featuring D-Tay et Lloyd Banks – Produit par Crown)             | Brown, C. Lloyd, C. McMurray, C. Jackson, D. Reed, G. Youance, G. Jones, P. Sawyer          | If You Were My Woman de Latimore                                                                     | 4:21  |
| 7.  | Bonafide Hustler (featuring 50 Cent et Tony Yayo – Produit par Diverse, Klasic)    | Brown, C. Hampton, C. Jackson, H. Banks, J. R. McCraw, J. Singleton, M. Bernard, R. Jackson | (If Loving You Is Wrong) I Don't Want to Be Right de Millie Jackson Hush, Little Baby (Traditionnel) | 4:16  |
| 8.  | Shorty Wanna Ride (Produit par Lil Jon)                                            | Brown, J. Smith                                                                             | Get Low de Lil Jon and The East Side Boyz featuring Ying Yang Twins                                  | 4:21  |
| 9.  | Bang Bang (Produit par Needlz)                                                     | Brown, K. Cain, S. Bono                                                                     | Bang, Bang de Nancy Sinatra                                                                          | 3:34  |
| 10. | Thou Shall (Produit par Midi Mafia)                                                | Brown, A. Vinogradov, K. Risto, W. Nugent                                                   | Smoky Rainclouds d'Andrey Vinogradov featuring Galina Lipina                                         | 3:15  |
| 11. | Black Gloves (Produit par Doug Wilson et Sean Cane)                                | Brown, C. Navarro, D. S. Matthews, D. Wilson, M. Ribas                                      | Que Protesten de Chucho Avellanet                                                                    | 3:16  |
| 12. | Stomp (featuring T.I. et Ludacris – Produit par DJ Paul et Juicy J)                | Brown, C. Bridges, J. Taylor, J. Houston, P. Beauregard                                     | | 4:44  |
| 13. | Taking Hits (featuring D-Tay et Murda Rich – Produit par DJ Paul et Juicy J)       | Brown, D. Reed, J. Houston, P. Beauregard                                                   | | 3:47  |
| 14. | Walk With Me (featuring Stat Quo – Produit par Dre & Vidal)                        | Brown, A. Tribble, A. Harris, V. Davis, G. Davis, S. Benton                                 | If It's in You to Do Wrong des Impressions No Vaseline d'Ice Cube                                    | 4:10  |

| 15. | DPG-Unit (featuring 50 Cent, Daz Dillinger, Lloyd Banks, Snoop Dogg et Soopafly – Produit par Black Jeruz et Sha Money XL) | 50 Cent, Daz Dillinger, Lloyd Banks, Priest « Soopafly » Brooks, Snoop Dogg | 4:06 |